# Sebiș
Sebiș (węg. Borossebes) – miasto w zachodniej Rumunii (zachodni Siedmiogród), w okręgu Arad.
Liczy 6829 mieszkańców (dane na rok 2002). Prawa miejskie otrzymało w 1968.